# Angélique Kidjo
Angélique Kpasseloko Hinto Hounsinou Kandjo Manta Zogbin Kidjo, nota come Angélique Kidjo (Ouidah, 14 luglio 1960), è una cantante beninese.

## Biografia
Nata a Ouidah, una cittadina sulle coste del Benin, il 14 giugno 1960, Angélique Kidjo è figlia di una coreografa e direttrice di una compagnia di teatro; i suoi fratelli sono musicisti. Si dedica prestissimo alla danza e alla musica cantando nella sua lingua madre, il fon, poi in yoruba, ma anche in francese e in inglese.
Nel 1979, dopo aver inciso i suoi primi successi personali, inizia una tournée in Costa d'Avorio, Togo, Burkina Faso e Camerun, dove incontra il musicista e produttore Ekambi Brillant, che le consiglia di trasferirsi a Parigi, capitale della world music.
Angélique giunge a Parigi nel 1983 ed entra presto in contatto con musicisti famosi, come Manu Dibango, Francis Bebey, Salif Keïta, Mory Kanté, Wally Badarou. Con il suo primo gruppo parigino, i Pili Pili, incide due album jazz e partecipa al Festival jazz di Montreux, in Svizzera. Il suo album da solista, Parakou, registrato a Parigi e uscito nel 1990, viene ben accolto sia dalla critica che dal pubblico e la lancia come promessa tra le nuove proposte del panorama musicale francoafricano. Nel successivo album – Logozo del 1991 - prodotto dall'etichetta Mango Records della Island, ospita numerosi prestigiosi artisti, tra i quali Manu Dibango e Branford Marsalis. Nel 1996 esce Fifa, seguito l’anno dopo da Oremi.
Nel febbraio 2003 si esibisce assieme a Buddy Guy in Voodoo Child (Slight Return) - cover di Jimi Hendrix – presso la Radio City Music Hall a New York: la performance entra a far parte del documentario firmato da Martin Scorsese, dal titolo Lightning in a bottle: one night in the history of the blues. Nel maggio 2007 viene pubblicato Djin Djin, album che vede la collaborazione di nomi come Carlos Santana, Alicia Keys, Joss Stone, Peter Gabriel e Ziggy Marley; per la versione per l'Europa e l'Australia, Joy Denalane e Carmen Consoli e per quella per il Regno Unito e il Giappone Youssou N'Dour. Ha avuto il riconoscimento del Best Contemporary World Music Album nell'edizione 2008 dei Grammy Award. Collabora nella canzone Madre Terra di Carmen Consoli, nell'album Eva contro Eva. Una sua trilogia è dedicata a blues, musica brasiliana e musiche caraibiche.
Alcune sue canzoni sono state incluse nelle colonne sonore di film, tra cui Ace Ventura - Missione Africa (il brano Ife), Street Fighter - Sfida finale (Worth Fighting For) e Caro diario (Batonga).
Nel 2018 esce il disco Remain in Light by Talking Heads per la Kravenworks Records, prodotto da Jeff Bhasker, con la collaborazione di Ezra Koenig dei Vampire Weekend, Tony Allen, Blood Orange e molti altri. È una reinterpretazione del quarto album dei Talking Heads registrato dal gruppo insieme a Brian Eno nel 1980 e contaminato dall'influenza del musicista nigeriano Fela Kuti, dal funk, dalla poliritmia africana e dall'elettronica.
Nel 2025 è diventata la prima artista musicale africana a ricevere una stella nella Hollywood Walk of Fame. 

## Vita privata
Vive col marito Jean Hebrail a New York, nel quartiere di Brooklyn. La coppia ha una figlia, l'attrice e scrittrice Naïma Hebrail Kidjo. 

## Discografia
- 1980 - Pretty
- 1990 - Parakou
- 1991 - Logozo
- 1994 - Ayè
- 1996 - Fifa
- 1998 - Oremi
- 2001 - Keep on Moving
- 2002 - Black Ivory Soul
- 2004 - Oyaya
- 2007 - Djin Djin
- 2010 - Õÿö
- 2012 - Spirit Rising
- 2014 - Eve
- 2015 - Sings
- 2018 - Remain in Light by Talking Heads
- 2019 - Celia
- 2021 - Mother Nature

## Filmografia
- The Woman King, regia di Gina Prince-Bythewood (2022)

## Contributi bibliografici
- Prefazione a Musica migrante. Dall'Africa all'Italia passando per il Mediterraneo (Arcana Edizioni, 2019)